# Aglaia pachyphylla
Aglaia pachyphylla är en tvåhjärtbladig växtart som beskrevs av Friedrich Anton Wilhelm Miquel. Aglaia pachyphylla ingår i släktet Aglaia och familjen Meliaceae. Inga underarter finns listade i Catalogue of Life.